# Palau de Schleissheim
El Palau de Schleissheim és un antiga residència de la família reial bavaresa ubicada a la localitat d'Oberschleißheim, a les proximitats de Múnic.
El Palau en qüestió fou creat com una residència campestre del duc Guillem V de Baviera, a les proximitats del Palau de Dachau. Però, fou sota el regnat de Maximilià I de Baviera que la petita residència campestre prengué unes mides considerables essent embellit i engrandit.
Al llarg del segle xvii, el Palau ocupà un espai central en la vida de la família electoral bavaresa i principalment en la vida de l'elector Ferran I Maria de Baviera que hi morí el 1679. Així, el 1684, l'elector Maximilià II Manuel de Baviera ordenà la construcció d'un petit pavelló a la residència, anomenat de Lustheim, sota l'arquitecte Enrico Zuccalli. El pavelló esdevingué un regal de noces de l'elctor a l'arxiduquessa Maria Antònia d'Àustria, la seva primera muller.
L'obra de Zuccalli no es limità al pavelló de Lustheim sinó que també dirigí la construcció d'un nou palau entre 1701 i 1704 en un moment en què les expectatives de Maximilià II Manuel de Baviera en el marc de la Guerra de Successió espanyola era molt altes. Quan a partir de 1704 la participació bavaresa a la guerra decaigué, les obres es veieren interrompudes.
Les obres de construcció del nou palau de Schleissheim es reprengueren el 1619 i s'allargaren fins al 1726. A la mort de l'elector, el seu successor, Carles Albert de Baviera, preferí residir a Nymphenburg i el Palau quedà incomplet amb una única ala construïda.
L'elector Maximilià III Josep de Baviera redecorà diverses sales i habitacions del Palau en estil rococó. I durant el regnat de Lluís I de Baviera s'acabaren diverses habitacions i escales del palau i ordenà l'exposició de diversos retrats barrocs que encara avui s'hi exposen.
El parc del Palau manté la disposició barroca dels jardins, un fet insòlit a Alemanya. Els jardines foren dissenyats per Dominique Girard, deixeble de Le Notre, el 1720.

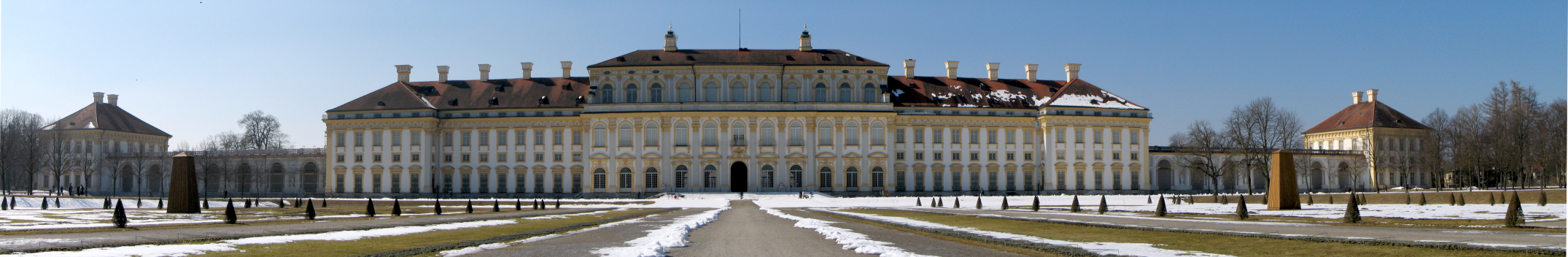
Panoràmica del Palau de Schleissheim.